# Pedro Luís Neves

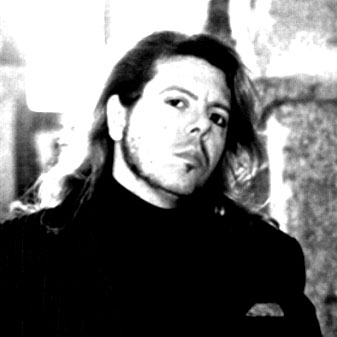

Pedro Luís Neves (Lisboa, 1955) é um músico e compositor português, conhecido sobretudo pela sua participação no grupo Da Vinci.

## Biografia
Nasceu em Lisboa em 1955.

Iniciou os estudos musicais em 1965 na Fundação Calouste Gulbenkian.
Passou pela Academia dos Amadores de Música e estudou piano e harmonia com o maestro João de Mello Júnior.

Quando saiu da Faculdade de Ciências de Lisboa onde cursou Biologia, formou um quarteto de Jazz no Hot Clube de Portugal ('Ar Condicionado') e entrou no universo das técnicas de improvisação e composição, colaborando em simultâneo na criação de dois espectáculos de Teatro Experimental com os grupos Comuna Teatro de Pesquisa e Grupo de Teatro Oficina do Brasil, com a peça "Galileu" de Brecht.
Em 1977 com Fernando Girão mergulhou na música popular brasileira (‘O Circo da Vida’), e com os Tantra entrou nas complexas estruturas do ‘rock sinfónico’ (Holocausto, Humanoid Flesh), com apresentação ao vivo no Coliseu dos Recreios de Lisboa.
Como pianista e arranjador gravou em Madrid com Paulo de Carvalho e Carlos Mendes o álbum de regresso dos Sheiks e respectiva série de televisão.
Em 1980 com Júlio Pereira, Fernando Júdice e Rui Cardoso fez os arranjos para o espectáculo ‘Ser Solidário’ de José Mário Branco integrando como pianista a orquestra na turné nacional e gravação do LP.
Em 1982 fundou com a cantora Iei-Or o grupo de música pop Da Vinci onde adquiriu ao longo do percurso grande experiência como compositor e produtor musical através dos anos com a gravação de quinze discos de temas originais.
No campo da publicidade produziu e compôs "jingles" e "spots" alguns dos quais premiados com Prémios RTC.
Venceu, Com os Da Vinci, o Festival RTP da Canção 1989 e representou Portugal no Eurovision Song Contest como autor e intérprete com a canção "Conquistador" que foi Disco de Platina.
Recebeu ainda o Prémio Popularidade da Casa da Imprensa, o Prémio Popularidade da Rádio Festival, o Prémio Autor de Poesia do Festival da Canção de Lisboa.
Dirigindo uma banda ao vivo fez várias digressões pelo país e estrangeiro (França, Suíça, Canadá, África do Sul, etc.). Compôs e produziu também vários discos para outros artistas, entre os quais a cantora brasileira Marisa Dwir.
Em 1995 aventurou-se na composição de música sinfónica criando as obras para orquestra e coro "Sete Suites Sinfónicas".
Desde então, tem vindo a dedicar-se essencialmente à composição, criando algumas obras inéditas entre as quais "The Piano Collection" (dez peças para piano, 2002), "Quartetos" (quatro peças para piano e cordas, 2004), e a trilogia "Garden of Delights" (três poemas sinfónicos para orquestra, coro e solistas, 2005-2008).

## Discografia

### Com Tantra
- 1977 - Holocausto  LP (Valentim de Carvalho)
- 1980 - Humanoid Flesh  LP (Valentim de Carvalho)

### Com Sheiks
- 1978 - Pintados de fresco  LP (Valentim de Carvalho)
- 1979 - Sheiks com cobertura  LP (Valentim de Carvalho)

### Com José Mário Branco
- 1981 - Ser Solidário  CD / LP (Valentim de Carvalho)

### Com Da Vinci
- 1982 - "Lisboa ano 10.000"  SP (PolyGram)
- 1982 - "Hiroxima meu Amor  SP / MC (PolyGram) (disco de prata))
- 1983 - Caminhando  CD / LP / MC (PolyGram-Universal)
- 1983 - "Xau Xau de Xangai"  SP PolyGram)
- 1984 - "Anjo azul"  SP / MC (PolyGram)
- 1985 - "No meu Vídeo"  SP (PolyGram)
- 1986 - "Prince of Xanadu"  SP (PolyGram)
- 1988 - A Jóia no Lótus  LP / MC (Discossete) (disco de ouro)
- 1989 - "Conquistador"  SP (Discossete) (Vencedor Festival da Canção RTP)
- 1989 - Conquistador  CD / LP / MC (Discossete) (disco de platina)
- 1990 - A Dança dos Planetas  CD / LP / MC (Discossete)
- 1993 - Entre o Inferno e o Paraíso  CD / LP / MC (PolyGram-Universal)
- 1995 - Oiçam  CD / MC (Movieplay))
- 1999 - Momentos de PaixãoCD / MC (CD7)

### Obras
- "Sete Suites Sinfónicas" (para orquestra e coro, 1995)
- "The Piano Collection" (dez peças para piano, 2002)
- "Quartetos" (quatro peças para piano e cordas, 2004)
- "Spirits Octet" (duas peças para octeto de cordas,sopros e percussão,2005)
- Trilogia "Garden of Delights" (três poemas sinfónicos para orquestra, coro e solistas, 2005-2008).